# عبدالعزیز بو شقرا
عبدالعزیز ابو شقرا (انگلیسی: Abdulaziz Abo Shaqraa؛ زادهٔ ۲۳ نوامبر ۱۹۸۱) یک ورزشکار اهل عربستان سعودی است.
از باشگاه‌هایی که در آن بازی کرده‌است می‌توان به باشگاه فوتبال الفتح عربستان سعودی و باشگاه فوتبال هجر عربستان سعودی اشاره کرد.